# Jean O'Neill (horticultrice)
Pour l’article homonyme, voir Jean O'Neill.
Jean O'Neill, Lady O'Neill du Maine (16 janvier 1915 - 15 juillet 2008) est une botaniste et horticultrice anglaise,.

## Petite enfance et famille
Jean O'Neill est né Katharine Jean Whitaker au 41 Brook Street dans le quartier de Mayfair à Londres le 16 janvier 1915. Ses parents sont William Ingham Whitaker et Hilda Guilhermina (née Dundas). Son père est propriétaire terrien et horticulteur de Pylewell Park, près de Lymington, Hampshire. Son grand-père maternel est le pair écossais, Charles Dundas, 6e vicomte Melville . Elle a quatre frères et sœurs et grandit au domaine familial Pylewell Park, qui possède de vastes jardins aménagés par son père et son grand-père. Intéressée par la botanique dès son plus jeune âge, O'Neill suit son père et jardinier en chef lorsqu'ils sélectionnent de nouveaux spécimens. Elle fait ses études à la maison aux côtés de ses sœurs aînées. Elle est plus intéressée par le jardinage et les activités de plein air que par la vie sociale à Londres, mais elle voyage en Europe avec sa collègue débutante et amie, Anne Hamilton-Grace, d'abord en Hongrie, puis dans les Balkans en prenant une vieille voiture Ford V8 d'Angleterre. O'Neill a rendu visite à son amie, Unity Mitford, à Munich, mais est horrifiée par les sympathies nazies de Mitford. Elle rejoint le détachement d'aide volontaire pendant la Seconde Guerre mondiale, soignant les blessés à Grimsby, puis au Royal Naval Hospital de Gosport, Hampshire,,.
Elle connaissait Terence O'Neill depuis plusieurs années et, alors qu'il était au service des Irish Guards, ils se marient le 4 février 1944 dans la Guards 'Chapel à Wellington Barracks, à Londres. Blessé en septembre 1944, il est évacué des Pays-Bas vers Pylewell Park, où il reste jusqu'à la fin de la guerre. En 1946, le couple déménage dans un ancien presbytère à l'extérieur d'Ahoghill dans le comté d'Antrim à Glebe House.

## Vie en Irlande du Nord
O'Neill est un fidèle soutien de la carrière politique de son mari en Irlande du Nord, de sa première élection à Stormont en tant que député en 1946 jusqu'à son mandat de Premier ministre d'Irlande du Nord de 1963 à 1969. Elle l'accompagne lors de visites en Grande-Bretagne, en Europe et aux États-Unis. Lors de la première visite officielle d'un Premier ministre d'Irlande du Nord en France en 1966, O'Neill remplace son mari pour prononcer un discours lors d'un banquet officiel alors qu'il est rappelé à Belfast en raison d'une urgence.
Elle consacre la majeure partie de son temps à ses enfants, Patrick et Penelope, et à la création d'un jardin de cinq acres chez elle, ainsi qu'à du bénévolat avec des sociétés locales et des groupes horticoles. Elle est présidente de la Ballymena Horticultural Society et est la première présidente de la Rose Society of Northern Ireland de 1968 à 1975. En tant que présidente du comité des jardins du National Trust, elle contribue  largement aux efforts de restauration du jardin de Rowallane dans le comté de Down et au développement de plus de jardins en Ulster. À partir de 1964, elle a été juge des International Rose Trials de Belfast. Elle écrit des articles pour de nombreuses revues, dont Country Life et The Journal of Garden History, sur les plantes de jardin et les jardins historiques. Dans Recreating the period garden (1984) édité par Graham Thomas, O'Neill écrit un article de 27 pages sur les plantes, et elle contribue également au compagnon d'Oxford aux jardins (1986). Son opus Peter Collinson and the eighteenth-century natural history exchange est publié à titre posthumeen 2008. C'est une histoire du marchand quaker, Peter Collinson basée sur 30 ans de recherche par O'Neill,,.

## Vie dans le Hampshire
Après la démission de son mari en avril 1969 et en raison de l'hostilité croissante en Irlande du Nord, les O'Neills retournént à Lymington, à Lisle Court, dans le parc de Pylewell Park. Là-bas, O'Neill développe un autre jardin remarquable, connu internationalement pour ses arbres et arbustes de l'hémisphère sud. Elle participe à la création d'un jardin historiquement précis basé sur des plantations du 17e siècle à Compton Garden de l'hôpital St Cross de Winchester, tout en étant vice-présidente du Hampshire Gardens Trust en 1968. Tout au long des années 1980, O'Neill effectue un certain nombre de voyages aux États-Unis, donnant des conférences sur l'histoire des plantes et des jardins. Elle accompagne Ghillean Prance lors d'un voyage de collecte de plantes sur le fleuve Amazone à l'âge de 88 ans. Lors d'une visite à son fils en Australie, elle fait de longues promenades dans le bush australien pour recueillir des graines et des spécimens. O'Neill est membre de la Linnean Society et est vice-président de la Garden History Society. Elle reçoit la médaille commémorative Veitch de la Royal Horticultural Society en 2000 en reconnaissance de sa contribution à la science et à la pratique horticoles,.
Après la mort de son mari en 1990, elle est cambriolée plusieurs fois par un cambrioleur tellement impressionné par sa bravoure qu'il s'excuse auprès d'elle et alerte la police en son nom.
Elle meurt le 15 juillet 2008 dans le Hampshire des suites d'un AVC,.